# Jacques Zimako
Jacques Zimako (28. prosince 1951, Lifou, Nová Kaledonie – 8. prosince 2021) byl francouzský fotbalista, levé křídlo. Byl prvním fotbalistou kanackého původu ve francouzské fotbalové reprezentaci.

## Fotbalová kariéra
Ve francouzské lize hrál za SC Bastia, AS Saint-Étienne a FC Sochaux-Montbéliard. Nastoupil ve 384 ligových utkáních a dal 90 gólů. S AS Saint-Étienne získal v roce 1981 francouzský titul. V Poháru UEFA nastoupil ve 14 utkáních a dal 3 góly. Za reprezentaci Francie nastoupil v letech 1977-1981 ve 13 utkáních a dal 2 góly.

## Ligová bilance
| Ročník          | Zápasy | Góly | Klub                   |
| --------------- | ------ | ---- | ---------------------- |
| Ligue 1 1972/73 | 10     | 1    | SC Bastia              |
| Ligue 1 1973/74 | 35     | 8    | SC Bastia              |
| Ligue 1 1974/75 | 21     | 3    | SC Bastia              |
| Ligue 1 1975/76 | 31     | 15   | SC Bastia              |
| Ligue 1 1976/77 | 37     | 15   | SC Bastia              |
| Ligue 1 1977/78 | 18     | 3    | AS Saint-Étienne       |
| Ligue 1 1978/79 | 35     | 1    | AS Saint-Étienne       |
| Ligue 1 1979/80 | 37     | 12   | AS Saint-Étienne       |
| Ligue 1 1980/81 | 30     | 5    | AS Saint-Étienne       |
| Ligue 1 1981/82 | 36     | 9    | FC Sochaux-Montbéliard |
| Ligue 1 1982/83 | 26     | 2    | FC Sochaux-Montbéliard |
| Ligue 1 1983/84 | 35     | 8    | SC Bastia              |
| Ligue 1 1984/85 | 33     | 2    | SC Bastia              |
| CELKEM Ligue 1  | 384    | 90   |                        |